# Красный Овцевод
Красный Овцевод — деревня в Черлакском районе Омской области России. Входит в Иртышское сельское поселение.

## История
В соответствии с Законом Омской области от 30 июля 2004 года № 548-ОЗ «О границах и статусе муниципальных образований Омской области» деревня вошла в состав образованного муниципального образования «Иртышское сельское поселение». 

## География
Находится  на  юге-востоке  региона,   в пределах  Курумбельской степи, являющейся частью Чебаклы-Суминской впадины. 

## Население
| 2010 |
| ---- |
| 207  |

Гендерный состав
По данным Всероссийской переписи населения 2010 года в гендерной структуре населения из 207 человек мужчин — 98, женщин — 109	(47,3 и 52,7 % соответственно)
Национальный состав
Согласно результатам переписи 2002 года, в национальной структуре населения русские составляли 75 % от общей численности населения в 329 чел. .

## Инфраструктура
Развитое сельское хозяйство (животноводство).

## Транспорт
Завершение автодороги протяженностью около 5 км Бердниково – Букино – Красный Овцевод